# Excess Baggage (1997)
Excess Baggage (Brasil: Excesso de Bagagem / Portugal: Bagagem Explosiva) é um filme de estrada de comédia romântica de 1997 escrita por Max D. Adams, Dick Clement e Ian La Frenais, e dirigido por Marco Brambilla sobre uma jovem negligenciada que encena o seu próprio sequestro para chamar a atenção de seu pai, apenas para ser realmente seqüestrada por um ladrão de carros. O filme é estrelado por Alicia Silverstone (que também é a produtora do filme sem créditos), Benicio del Toro, e Christopher Walken.

## Sinopse
Emily Hope (Alicia Silverstone) encena o seu próprio sequestro para chamar a atenção de seu pai. Ela coloca-se em porta-malas de seu próprio carro (um BMW E31), coloca fitas em suas pernas e boca, algema suas mãos e chama a polícia para que eles possam vir "resgatar" a ela. Mas então, inesperadamente, um ladrão de carros chamado Vincent Roche (Benicio del Toro) rouba o carro com ela dentro. De repente, Emily encontra-se, na verdade, seqüestrada, somente o seqüestrador não sabe o que fazer com ela. Christopher Walken aparece como tio de Emily, Ray, Jack Thompson como o pai de Emily, e Harry Connick, Jr., como Greg, parceiro de roubo de carros de Vincent.

## Elenco
- Alicia Silverstone como Emily Hope, uma menina rica com uma faixa preta em caratê e uma tendência para o problema. Fica estabelecido que ela queimou sua biblioteca da escola, talvez para chamar a atenção de seu pai quando ela era mais jovem. Sua relação com o pai é bastante fria, mas ela tem uma sólida amizade com seu tio Ray e constrói uma com Vincent depois que ele acidentalmente sequestra-la.
- Benicio del Toro como Vincent Roche, um ladrão de carros bem sucedido e experiente, que se apoia em seu trabalho. Ele é conhecido como "um ladrão inocente" que acontece de roubar o carro com Emily no porta-malas. Após isso toda a sua vida é virada de cabeça para baixo como ele se vê implicado em vários esquemas e se torna dependente de sua "refém" para sobreviver.
- Christopher Walken como Raymond "Tio Ray" Perkins, o tio de Emily que se preocupa com seu bem-estar muito mais do que o próprio pai de Emily. Ele também suspeita de que esta situação de sequestro não é um seqüestro real e pode ser um dos "jogos" de Emily para obter alguma atenção que muito ansiava de seu pai. Seu primeiro encontro com Vincent é bastante hostil, mas os dois, eventualmente, formar uma camaradagem.
- Jack Thompson como Alexander T. Hope, o pai de Emily e um empresário muito rico e bem sucedido. Ele também dá pouca ou nenhuma atenção à sua filha, o que muitas vezes leva à sua realização de tais acrobacias ultrajantes para chamar-lhe a atenção como queimar sua biblioteca da escola ou encenar seu próprio seqüestro, estes tendem a sair pela culatra como o mais esforço que ela investe na tentativa de levá-lo a prestar atenção nela, a menos que ele pague o resgate. É sugerido que os seus negócios podem ser de corrupção.
- Harry Connick, Jr. como Greg Kistler, parceiro de crime de Vincent, mas parece que Vincent faz a maioria do trabalho. Eles roubam carros e vendê-los a pessoas como Gus e Stick, que acabou por cair-los em apuros quando sua operação falha e Vincent entra em fuga.
- Nicholas Turturro e Michael Bowen como Stick e Gus, dois bandidos que tiveram transações comerciais com Vicente e Greg, mas acabaram se voltando contra eles.
- Leland Orser e Robert Wisden como Detetives Bernaby e Sims, dois detetives que estão investigando "seqüestro" de Emily.
- Sally Kirkland como Louise Doucette, uma bartender/garçonete em um café perto da casa de Vicent. Ray obtém informações sobre Vincent dela durante sua investigação sobre o sequestro. Ela só aparece em duas cenas.

O filme tem as aparições do dublador e ator David Kaye, April Telek e Matthew Robert Kelly, todos eles sem créditos.

## Produção
Este foi o primeiro filme produzido por Alicia Silverstone (sem créditos) e sua produtora First Kiss e foi filmado em Vancouver e Victoria, na Colúmbia Britânica. A jaqueta de couro amarelo usado pela personagem de Silverstone foi vendido para o ator/comediante stand-up Paul Rawson por $890 dólares. A jaqueta também veio com calça de camurça pretos de Silverstone e cópia da camiseta batom. Silverstone foi nomeada para o Framboesa de Ouro de Pior Atriz mas perdeu para Demi Moore por G.I. Jane.

### Elenco
Benicio del Toro foi escolhido a dedo para o papel pela produtora Silverstone depois que ela já tinha visto The Usual Suspects (1995). Também é relatado que Silverstone e del Toro namoraram por volta da época das filmagens. Del Toro foi nomeado para o ALMA Award para Melhor Performance Individual em um papel Crossover em um longa-metragem.
Christopher Walken já trabalhou com del Toro em dois outros filmes, Basquiat (1996) e The Funeral (1996). Ele viria a estrelar Blast from the Past (1999) com Silverstone dois anos depois. "Eu não sei por que todo mundo acha que ele é tão louco," Silverstone observou. "Acho que ele parece tão adorável. Acho que talvez eu era sua mãe em uma vida passada ou algo assim." Del Toro afirmou que o melhor conselho que ele já tenha sido dado a respeito de atuação veio de Walken: "Quando você está em uma cena e você não sabe o que vai fazer, não faça nada."

## Recepção
Excess Baggage estreou mal na sua semana de estréia. Até o final de sua temporada, ele só tinha arrecadado $14,515,490 baseado num orçamento de $20 milhões.
O filme recebeu respostas negativas na maior parte dos críticos e detém actualmente uma classificação de 32% 'podre' no Rotten Tomatoes. Clint Morris notara que "é bem-vindo depois de um tempo, mas os fãs de Silverstone ainda estarão no céu - ela é tão bonita como sempre, e tão legal como sempre". Roger Ebert dera ao filme uma crítica positiva, e mencionou que Alicia Silverstone foi "maravilhosa" em Clueless e o filme foi tão divertido que nenhum qualquer acompanhamento poderia satisfazer o público. Ebert mencionou Silverstone é "bem" no filme, mas "não mais do que bem", como ele achava que ela era má distribuida no elenco. James Berardinelli elogiou o elenco, mas encontrou o script "frustrantemente comum e sem ambição". Muitos críticos têm elogiado desempenho de Benicio del Toro. Del Toro ganhou uma indicação ao ALMA Award por sua atuação.